# هیرونیموس ولف
هیرونیموس ولف (آلمانی: Hieronymus Wolf؛ ۱۵۱۶ – ۸ اکتبر ۱۵۸۰) یک تاریخ‌نگار اهل آلمان بود.